# Сто тысяч (пьеса)
«Сто тысяч» — трагикомедия в четыре действия Ивана Карпенко-Карого, основной темой которой является сатира на человеческую жадность. Пьеса была написана в 1889 году. Её тематика нашла продолжение в другой комедии Карпенко-Карого «Хозяин». Жанр пьесы «Сто тысяч» определяют как сатирическую трагикомедию характеров, потому что в произведении высмеивается чрезмерная жажда к обогащению — определяющая черта характера главного героя Герасима Калитки.
Иван Карпенко-Карый утвердил жанр комедии в украинской литературе как универсальную форму художественного отражения жизни, показ самых разнообразных проявлений взаимоотношений между людьми, их внутреннего мира в контексте национальных и общечеловеческих ценностей.

## Сюжет
Главный герой пьесы Герасим Никадимович Калитка, сельский богач. В начале пьесы он встречается с неизвестным евреем, который предлагает ему махинацию — купить 100 тыс. фальшивых рублей, заплатив за них только пять тысяч. Он оставляет Калитке образцы фальшивых денег, которые якобы невозможно отличить от настоящих, для проверки качества подделки. Калитка сам боится пойти в банк с фальшивыми ассигнациями, и уговаривает сделать это своего кума. Между тем другой еврей, агент Гершко Маюфес, предлагает Герасиму дело надёжнее — одолжить пять тысяч рублей помещику под залог его земель. Помещик не сможет вернуть деньги и земля окажется в руках Калитки.
Кумовская поездка в город удалась. «Фальшивые» деньги приняли. Тогда Герасим решается на махинацию в полном объёме, получив мешок «денег». Впрочем, «деньги» оказались обычной бумагой, и только сверху в мешке было несколько пачек с настоящими купюрами. Потеряв пять тысяч (на самом деле, в последний момент он даёт три тысячи вместо пяти) Калитка пробует повеситься, но его спасает землекоп Бонавентура. Придя в себя, обманутый «махинатор» говорит: «„Пропала земля Смоквинова! Зачем вы меня сняли с веревки? Лучше смерть, чем такая потеря“», на чём пьеса и завершается.
Кроме основной линии пьеса содержит также и побочные, цель которых — лучшее раскрытие характера главного героя. Одна из побочных линий — любовь сына Калитки Романа с служанкой Матреной, женитьбе которых препятствует отец. Он мечтает породниться с миллионером Терентием Пузырём (который позже стал главным героем пьесы Хозяин). Однако когда Роман посетил Пузыря, там с ним обошлись как со слугами, что крайне возмутило отца. Когда кум вернулся из города с радостными известиями, Калитка, желая тайком отпраздновать событие, соглашается на помолвку Романа и Мотри, чтобы не возникло подозрений относительно истинной причины праздника. Линия землекопа Бонавентуры вводит в комедию противоположность Калитке — мечтателя, который посвятил свою жизнь тому, чтобы вмиг разбогатеть, найдя зарытый клад. Образ жены Калитки, простой работящей женщины, помогает показать скупость Герасима — он, например, заставляет её ходить три версты до церкви пешком, жалея лошадей.

## Постановки
- «Сто тысяч» (1958) — фильм-спектакль Киевского украинского драматического театра им. И. Франко . Режиссёр спектакля — Гнат Юра, режиссёр фильма — Виктор Иванов.
- В 2008 году «Сто тысяч» поставил Киевский театр на Подоле[1]. В роли Герасима Калитки Богдан Бенюк.